# Komunistyczna Partia Białorusi (1918)
Komunistyczna Partia Białorusi (biał. Камуністычная партыя Беларусі), do 1952 Komunistyczna Partia (bolszewików) Białorusi – komunistyczna partia istniejąca na Białorusi, która wyłoniła się w grudniu 1918 z RKP(b).

## Geneza
KP(b)B powstała 30 grudnia 1918 na VI Konferencji Północno-Zachodniego Obwodu RKP(b), która przekształciła się w I Zjazd Komunistycznej Partii (bolszewików) Białorusi. Zjazd tego samego dnia ogłosił powstania Białoruskiej Socjalistycznej Republiki Radzieckiej. Po likwidacji partii socjalistów-rewolucjonistów, socjaldemokratów, socjalistów-federalistów i żydowskiego Bundu w 1924 sprawowała monopartyjną władzę do 1991.

## I sekretarze
- 1920—1923 Wilhelm Knorinsz
- 1923—1924 Alaksandr Asatkin-Władimirski
- 1924—1925 Alaksandr Krynicki
- 1925—1927 Mikałaj Haładzied
- 1927—1928 Wilhelm Knorinsz
- 1928—1930 Jan Gamarnik
- 1930—1932 Konstantin Gej
- 1932—1937 Mikałaj Hikała
- 1937—1937 Wasil Szaranhowicz
- 1937—1938 Aleksiej Wołkau
- 1938—1947 Pantielejmon Ponomarienko
- 1947—1950 Nikołaj Gusarow
- 1950—1953 Nikołaj Patoliczew
- 1953—1953 Michaił Zimianin
- 1953—1956 Nikołaj Patoliczew
- 1956—1965 Kiryła Mazurau
- 1965—1980 Piotr Maszerau
- 1980—1983 Cichan Kisialou
- 1983—1987 Mikałaj Sluńkou
- 1987—1990 Jafrem Sakałou
- 1990—1991 Anatol Małafiejeu